# 比爾達德峰
65°49′S 62°36′W / 65.817°S 62.600°W

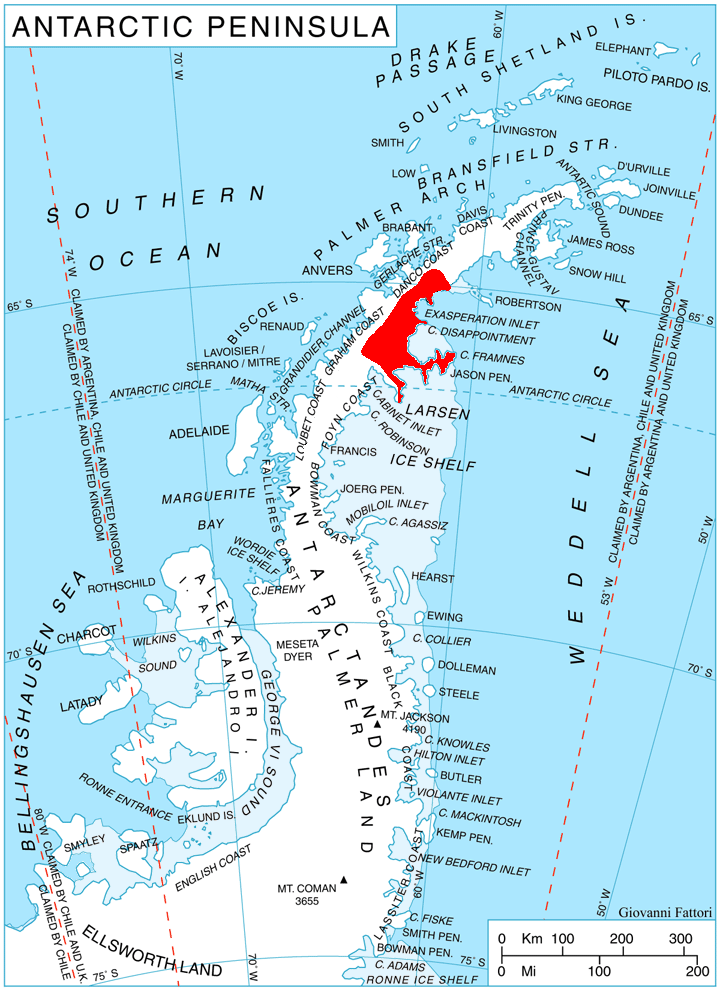

比爾達德峰（英語：Bildad Peak）是南極洲的山峰，位於葛拉漢地，處於斯保特峰以西9公里，以赫爾曼·梅爾維爾小說《白鯨記》的角色命名，現時由南極條約體系管理。